# 斯妤
斯妤（1954年—）
，福建厦门人，中国当代作家，[著有散文集、小说集三十多部。代表作有散文集《斯妤散文精选》《两种生活》，小说集《出售哈欠的女人》，长篇小说《竖琴的影子》等，并出版有《斯妤文集》四卷，《斯妤作品精华》三卷等。她的作品受中国青年读者和知识女性欢迎，并被译成英文、法文、德文。

## 作品
斯妤1980年开始写作。1993年获“庄重文文学奖”，1998年获首届“鲁迅文学奖”，两度获“当代女性文学创作奖”。